# Sri-lankische Fußballnationalmannschaft
Die sri-lankische Fußballnationalmannschaft (singhalesisch ශ්‍රී ලංකා පාපන්දු කණ්ඩායම Śrī laṁkā pāpandu kaṇḍāyama, Tamil இலங்கை தேசிய கால்பந்து அணி Ilaṅkai tēciya kālpantu aṇi) ist die Nationalmannschaft des südasiatischen Inselstaates Sri Lanka. Bis 1972 nahm die Mannschaft unter dem Namen Ceylon an internationalen Wettbewerben teil.
Fußball ist in Sri Lanka eher eine Randsportart und die Mannschaft zählt zu den schwächsten Asiens. Sri Lanka ist es bisher noch nicht gelungen, sich für eine Fußball-Weltmeisterschaft oder die Fußball-Asienmeisterschaft zu qualifizieren.

## Weltmeisterschaften
- 1930 bis 1970 – nicht teilgenommen
- 1974 bis 1978 – zurückgezogen
- 1982 bis 1990 – nicht teilgenommen
- 1994 bis 2026 – nicht qualifiziert

## Asienmeisterschaften
- 1956 bis 1968 – nicht teilgenommen
- 1972 – nicht qualifiziert
- 1976 – nicht teilgenommen
- 1980 und 1984 – nicht qualifiziert
- 1988 und 1992 nicht teilgenommen
- 1996 bis 2004 – nicht qualifiziert
- 2007 – zurückgezogen
- 2011 bis 2024 – nicht qualifiziert

## Südasienmeisterschaften
- 1993 – Zweiter
- 1995 – Südasienmeister
- 1997 – Vierter
- 1999 – Vorrunde
- 2003 – Vorrunde (Nationaltrainer: Marcus Fereira (Brasilien), Co-Trainer: Sampath Perera)
- 2005 – Vorrunde (Nationaltrainer: Sampath Perera)
- 2008 – Halbfinale
- 2009 – Halbfinale
- 2011 – Vorrunde
- 2013 – Vorrunde
- 2015 – Halbfinale
- 2018 – Vorrunde
- 2021 – Vorrunde
- 2023 – nicht teilgenommen

## AFC Challenge Cup
- 2006 – Zweiter
- 2008 – Vorrunde
- 2010 – Vorrunde
- 2012 – nicht qualifiziert
- 2014 – nicht qualifiziert

## AFC Solidarity Cup
- 2016 – Vorrunde

## Länderspiele gegen deutschsprachige Fußballnationalmannschaften
|    | Datum      | Ort     | Heimmannschaft | Resultat | Gastmannschaft |
| -- | ---------- | ------- | -------------- | -------- | -------------- |
| 1. | 12.01.1964 | Colombo | Ceylon         | 1:12     | DDR            |

- Bisher keine Länderspiele gegen Deutschland, Liechtenstein, Luxemburg, Österreich oder die Schweiz.

## Trainer
- Karl-Heinz Weigang (1964–1965)
- Jang Jung (2007–2008)
- Mohamed Amanulla (2009–2010)
- Jang Jung (2010–2012)
- Claudio Roberto (2013–2014)
- Nikola Kavazović (2014–2015)
- Sampath Perera (2015–2016)
- Dudley Lincoln Steinwall (2016–2018)
- Nizam Packeer Ali (2018–2020)
- Amir Alagić (2020–2022)
- Andy Morrison (2022–2024)
- Abdullah al-Mutairi (seit 2024)